# Oberschleißheim
Oberschleißheim er en kommune i Landkreis München (Oberbayern), i den tyske delstat Bayern, der ligger nord for byen München. Oberschleißheim er nabokommune til byen Unterschleißheim.

## Inddeling
Kommunen består af hovedbyen Oberschleißheim, og landsbyerne Badersfeld, Hochmutting, Kreuzstraße, Lustheim, Mallertshofen, Mittenheim und Neuherberg.

## Historie
Schleißheim nævnes førstegang som „Sliusheim“ i 785 . I 1315 kendes den som „Sleizheim“. Hertug Wilhelm 5. af Bayern (den Fromme) erhvervede en gård der, blev Schleißheim et jagtsæde for Wittelsbacherne. Mellem 1616 og 1623 lod hertug Maximilian 1. det gamle slot. Fra 1701 til 1726 blev på foranledning af kurfyrste Max Emanuel det nye slot opført og i samme periode også Schloss Lustheim.
I 1912 byggedes en flyveplads, Sonderlandeplatz Schleißheim, der er den ældste, stadig aktive flyveplads i Tyskland.